# レナード・スラットキン

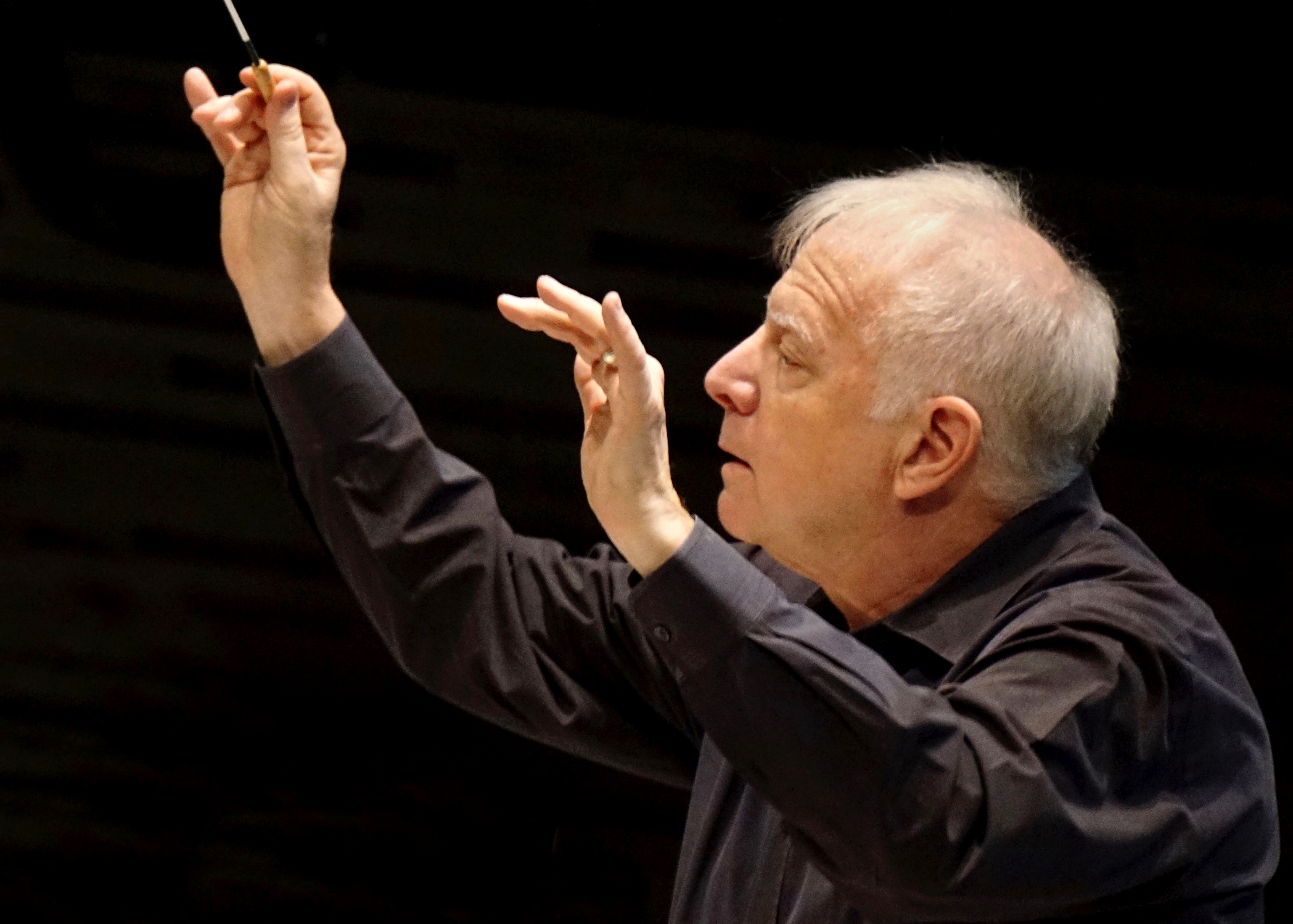
レナード・スラットキン（2015年）

レナード・スラットキン（Leonard Slatkin, 1944年9月1日 - ）は、ユダヤ系アメリカ人指揮者。

## 人物・来歴
ロサンゼルスの音楽家の家庭に生まれる。父は、指揮者・ヴァイオリニスト・ハリウッド弦楽四重奏団創設者のフェリックス・スラットキン。母は、同四重奏団チェリストのエレノア・アラーである。
インディアナ大学とロサンジェルス市立大学に学んだ後、ジュリアード音楽院にてジャン・ポール・モレルに指揮法を学ぶ。1966年に指揮者デビューを果たし、1968年にセントルイス交響楽団の指揮者助手となる。1977年よりニューオーリンズ・フィルハーモニー管弦楽団（現ルイジアナ・フィルハーモニー管弦楽団）の指揮者となった後、1979年にセントルイス交響楽団に音楽監督として復帰。演奏水準を引き上げ、オーケストラの知名度を大幅に向上させた。1996年よりワシントンD.C.のナショナル交響楽団に移籍。2000年～2001年シーズンからはBBC交響楽団首席指揮者にも任命された。就任初年度のシーズン最後を飾るプロムス・ラストナイトが2001年9月11日のアメリカ同時多発テロ事件にぶつかる不運を乗り越えて精力的に活動したが、BBCとの関係が悪化し2004年9月11日の第110回プロムス最終夜をもって辞任した。ナショナル交響楽団については2007年～2008年シーズンをもって辞任し、2008年から2018年までデトロイト交響楽団の音楽監督、2011年から2017年までリヨン国立管弦楽団の音楽監督を務める。
スラットキンのレパートリーは幅広く、とりわけ20世紀アメリカ合衆国の音楽の擁護者として知られる。最近の録音には、イギリス・シャンドスに録音した（同名の先輩指揮者）バーンスタインの交響曲全3曲などがある。またイギリス音楽も得意とする。VOXレーベルへのラフマニノフ管弦楽曲全集・交響曲全集は、通の間できわめて評価が高い。作曲もしており、エドガー・アラン・ポーの詩によるナレーターつき管弦楽曲『ワタリガラス』（1971年）という作品がある。

## 逸話
セントルイス響時代に地元カージナルスがワールド・シリーズ出場を果たした際、試合の途中経過を定期演奏会の聴衆に頻繁に「実況中継」したという。
来日時は不二家ネクターを愛飲している。